# Senduro (plaats)
Senduro is een plaats en een bestuurslaag (desa) op het 4de niveau (kelurahan/desa). Senduro ligt in het onderdistrict (kecamatan) Senduro in het regentschap Lumajang in de provincie Oost-Java, Indonesië. Senduro telt 6049 inwoners (volkstelling 2010).
Senduro is ook de naam van het onderdistrict waarin het dorp ligt. Het onderdistrict telt ca. 50.000 inwoners.

De pasar te Sendoero, nabij Loemadjang (± 1925)